# 卡雷尔·范诺彭谋杀案

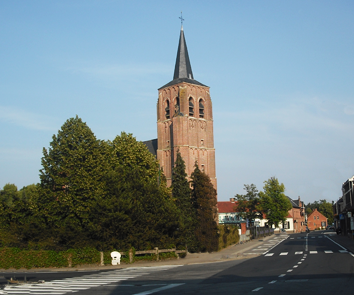
谋杀案发生地韦赫尔德赞德

卡雷尔·范诺彭谋杀案是1995年发生在比利时的一起备受瞩目的针对牲畜检查员的刺杀事件。卡雷尔·范诺彭（荷蘭語：Karel Van Noppen）是一位牲畜检查员，负责检查养殖户是否使用激素。他曾多次遭到威胁，但仍继续工作。1995年2月20日，范诺彭在韦赫尔德赞德的家门外被枪杀。这起案件激起比利时各地公愤，范诺彭的遗孀在佛兰德举行了火炬游行，呼吁调查该案及加强监管牲畜养殖业。2002年，法院以谋杀罪判处阿尔贝特·巴雷 (Albert Barrez)、卡尔·德斯许特 (Carl de Schutter) 和热尔曼·达嫩 (Germain Daenen) 各25年有期徒刑，判处亚历克斯·费尔考特伦 (Alex Vercauteren) 终身监禁，不得假释。